# Tribuna dei sovrani

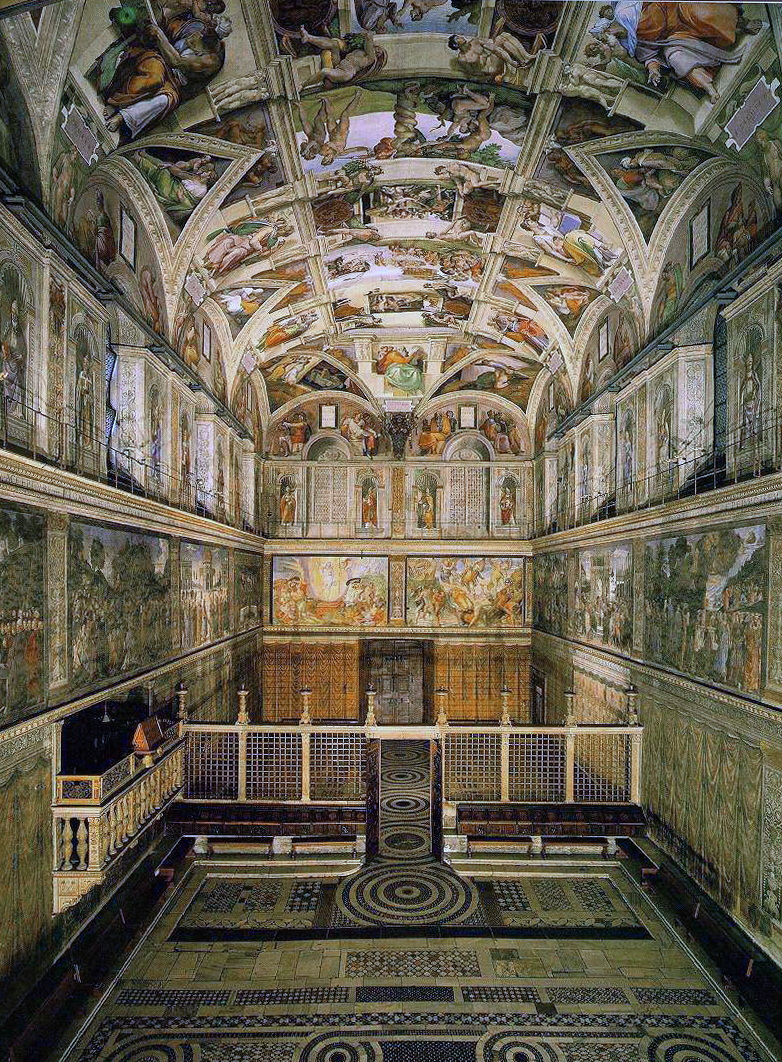
Vista de la Capilla Sixtina hacia los pies. A la derecha (en la imagen) de la puerta de entrada se disponía la tribuna cuando la ceremonia se desarrollaba en ese lugar.

La Tribuna dei sovrani (en italiano, Tribuna de los soberanos) fue una estructura y espacio reservado a los soberanos y príncipes de sangre real en el marco de las ceremonias conocidas como capillas papales celebradas eminentemente en la Capilla Sixtina. 

## Historia
Hasta el siglo XVIII, la asistencia de soberanos y príncipes a las ceremonias papales se había producido mediante la participación en la liturgia, por ejemplo, realizando funciones diaconales. 
La idea de un lugar separado para que los soberanos pudiesen asistir las capillas papales, surgió durante la primera mitad del siglo XVIII. En 1722, Inocencio XII mandó la construcción de una primera tribuna fuera de la cancela de la Capilla Sistina para que el pretendiente Jacobo III de Inglaterra y su consorte, pudieran seguir las ceremonias papales. Años después, en la Nochebuena de 1783, asistieron de incógnito a la misa papal el emperador José II y Gustavo III de Suecia. Los dos soberanos siguieron la ceremonia al pie de las gradas del altar. 

De acuerdo con Moroni, a principios del siglo XIX, Pío VII considerando que por entonces:  
si destò in tutte le nazioni il desiderio di viaggiare, specialmente di visitare la capitale del cristianesimo, e di assistere e vedere le sagre funzioni, che si celebrano nelle Cappelle Pontificie, e in altre chiese di Roma, coll'intervento del Sommo Gerarca, del sagro Collegio, e dell'illustre consesso, che vi ha luogo. 

(en español, surgió en todas las naciones el deseo de viajar, especialmente para visitar la capital de la Cristiandad, y asistir y ver los sagrados oficios que se celebran en las Capillas Pontificias y otras iglesias de Roma, con la intervención del Supremo Jerarca, el sagrado Colegio, y la ilustre asamblea que allí tiene lugar.) 
mandó colocar bancos para que el público pudiera asistir a las ceremonias papales (separado por sexos), en la zona exterior a la cancellata de la Capilla Sistina. Dentro de esta nueva configuración para el público, Pío VII mandó colocar una tribuna reservada a los soberanos y príncipes de sangre real. Así por ejemplo en la Nochebuena de 1832, participaron en la misa papal, desde la tribuna dei sovrani: Otón, rey de Grecia; su sobrino, Maximiliano, príncipe hereditario de Baviera; el príncipe Augusto de Prusia; y Sofía Guillermina de Suecia, gran duquesa consorte de Baden.
En marzo de 1903 se produjo un importante paso en las relaciones entre la Santa Sede y el reino de Italia, tras la invasión de Roma por este último reino en 1870. A principios de ese mes asistió a una capilla papal desde la Tribuna dei sovrani, el príncipe Mirko de Montenegro, hermano de la reina Elena esposa de Víctor Manuel III de Italia.La tribuna dejó de utilizarse hacia la década de 1910, coincidiendo con el estallido de la I Guerra Mundial.

## Descripción

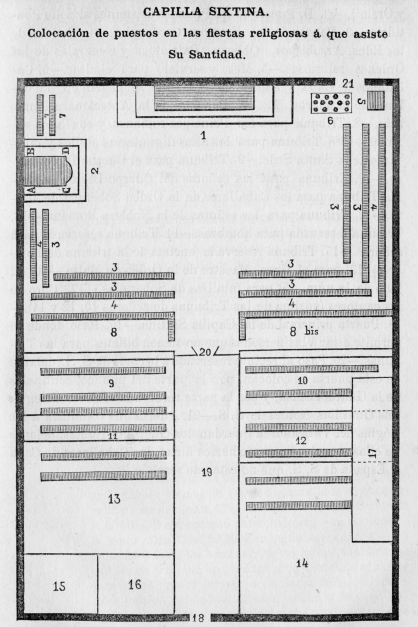
Plano ceremonial de la Capilla Sixtina, bajo el número 16 se representa la Tribuna dei sovrani. (Plano extraído de la Guía práctica del diplomático español, 1886)

El uso de la tribuna se reservaba a soberanos, sus consortes o príncipes y princesas de sangre real; con independencia de la religión que profesaran.
La tribuna se refería principalmente a la mandada construir por Pío VII a los pies de la Capilla Sixtina, fuera de la cancellata, en el mismo espacio reservado para el público en general. La tribuna podía instalarse en otros lugares como el Aula de las Bendiciones sobre la loggia vaticana, para acoger al gran duque Boris Vladimirovich de Rusia, con ocasión de los funerales de Carlos I de Portugal y su primogénito, Luis Felipe; asesinados en 1908.
La tribuna era un espacio elevado decorado con tela roja ribeteada de oro. Tras los oficios del Jueves Santo y hasta el Sábado Santo, la tribuna quedaba desnuda correspondiendo al luto por la muerte de Jesucristo que la Iglesia católica conmemora en esos días.
Cada príncipe o princesa que asistía a la tribuna, era asistido por un camariere segreto di spada e cappa, cargo palatino de la corte papal bajo el mando del mayordomo del Papa.
En las ceremonias papales existían otras tribunas: i) para el gran maestre de la Orden de Malta, ii) para el cuerpo diplomático, iii) para las señoras del cuerpo diplomático, iv) para los príncipes y duques romanos, y v) para la nobleza romana.